# Condado de Park (Colorado)
El condado de Park (en inglés: Park County), fundado en 1861, es uno de los 64 condados del estado estadounidense de Colorado. En el año 2000 tenía una población de 14 523 habitantes con una densidad poblacional de 2 personas por km². La sede del condado es Fairplay. En la serie de televisión South Park, el pueblo ficticio de mismo nombre está situado en el condado de Park.

## Geografía
Según la Oficina del Censo, el condado tiene un área total de 5726 km² (2210,8 mi²), de la cual 5700 km² (2200,8 mi²) es tierra y 26 km² (10,0 mi²) (0.14%) es agua.

### Condados adyacentes
- Condado de Clear Creek - norte
- Condado de Jefferson - noreste
- Condado de Teller - este
- Condado de Fremont - sureste
- Condado de Chaffee - suroeste
- Condado de Lake - oeste
- Condado de Summit - noroeste

## Demografía
En el 2000 la renta per cápita promedia del condado era de $51, 899, y el ingreso promedio para una familia era de $57 025. En 2000 los hombres tenían un ingreso per cápita de $41 480 versus $27 807 para las mujeres. El ingreso per cápita para el condado era de $25 019. Alrededor del 5.60% de la población estaba bajo el umbral de pobreza nacional.

## Ciudades y pueblos
- Alma
- Bailey
- Como
- Fairplay
- Grant
- Guffey
- Hartsel
- Jefferson
- Lake George
- Shawnee
- Tarryall